# Szingapúri metró
A szingapúri metró Szingapúr városállam metróhálózata. 1987-ben adták át. Jelenleg két üzemeltetője is van: az SMRT Trains és a SBS Transit.
A metró napi forgalma kb. 3 millió fő.